# Assalto all'Avanti!
L'assalto all'Avanti!  fu un fatto verificatosi a Milano il 15 aprile 1919: l'attacco alla redazione del quotidiano socialista Avanti! da parte di esponenti nazionalisti, futuristi, Arditi e fascisti.
L'avvenimento, da inquadrarsi nel violento clima del biennio rosso in Italia, rappresentò la fase culminante di una giornata di scontri tra, da una parte, manifestanti socialisti e anarchici, e, dall'altra, contromanifestanti nazionalisti, Arditi, futuristi ed esponenti dei neocostituiti Fasci italiani di combattimento; questi ultimi, con tale azione di tipo squadrista, ottennero per la prima volta visibilità a livello nazionale.

## La manifestazione nazionalista di Roma del 10 aprile 1919
Il 10 aprile 1919 a Roma fu proclamato dai socialisti uno sciopero generale con rivendicazioni genericamente politiche per protestare contro la Conferenza di pace di Parigi. A Roma ne nacque un corteo non autorizzato che fu sciolto con cariche di cavalleria.
In serata fu indetta una contromanifestazione dall'Associazione Nazionalista. Come notò Gaetano Salvemini, l'ora d'inizio fu abilmente scelta in modo da ottenere l'adesione alla manifestazione degli impiegati ministeriali danneggiati dallo sciopero dei mezzi pubblici. Seguì un imponente corteo inneggiante al Re e all'Esercito, che dopo aver portato in trionfo i reduci e i mutilati, fu ricevuto dal ministro della Guerra generale Enrico Caviglia. Secondo Roberto Vivarelli, la dimostrazione antisocialista di Roma ispirò ai nazionalisti milanesi, pochi giorni dopo, la decisione di indire un'analoga contromanifestazione a Milano.

## Le manifestazioni a Milano
Più violente furono le manifestazioni che si svolsero a Milano tra il 13 ed il 15 aprile 1919.
Un comizio indetto per il 13 dai socialisti in via Garigliano fu sciolto anticipatamente dalla polizia con la forza. I manifestanti reagirono con lanci di pietre e impugnando bastoni. Un commissario di P.S. ordinò di sparare: l'operaio Giovanni Gregotti, militare in licenza, fu colpito da un proiettile alla testa e rimase ucciso; altri manifestanti rimasero feriti.
Il Partito Socialista indisse per protesta uno sciopero generale per il 15 aprile con un comizio da tenere all'Arena, con "carattere di dignitosa protesta contro i sistemi della polizia", come dichiarato da una nota del partito. La nuova manifestazione, come rilevò poi nella sua inchiesta l'ispettore generale di P.S. Giovanni Gasti, fu vista da parecchie cerchie "come un atto di sfida e di intimidazione" e convinse associazioni patriottiche e circoli nazionalisti a indire "una solenne manifestazione che doveva rassicurare la cittadinanza sulla forza e coesione dei partiti d'ordine ed ammonire i socialisti a non ritenersi padroni della città".
Venuti a conoscenza dell'intenzione dei nazionalisti di sfilare in corteo nel centro di Milano, i socialisti avanzarono eguale richiesta aggiungendo che "se i nazionalisti avessero fatto una solenne manifestazione politica, essi avrebbero contrapposto altra dello stesso carattere, rovesciando le masse al centro della città". Il prefetto, preoccupato, convinse Pesenti, presidente della Lega Antibolscevica, a rinviare la manifestazione a data da destinarsi e i socialisti assicurarono che il comizio si sarebbe svolto in tranquillità. I principali oratori furono Claudio Treves e Luigi Repossi e tutta la manifestazione si svolse senza incidenti e anzi la folla impedì a un oratore anarchico di intervenire. Al termine gli oratori invitarono il pubblico a recarsi a casa pacificamente, ma, come temuto, alcune centinaia di intervenuti riunitisi in corteo, innalzando simboli rivoluzionari e ostentando randelli, si diressero verso il centro; secondo Mimmo Franzinelli, il corteo era formato prevalentemente da anarchici e si dirigeva verso piazza del Duomo..

## L'assalto

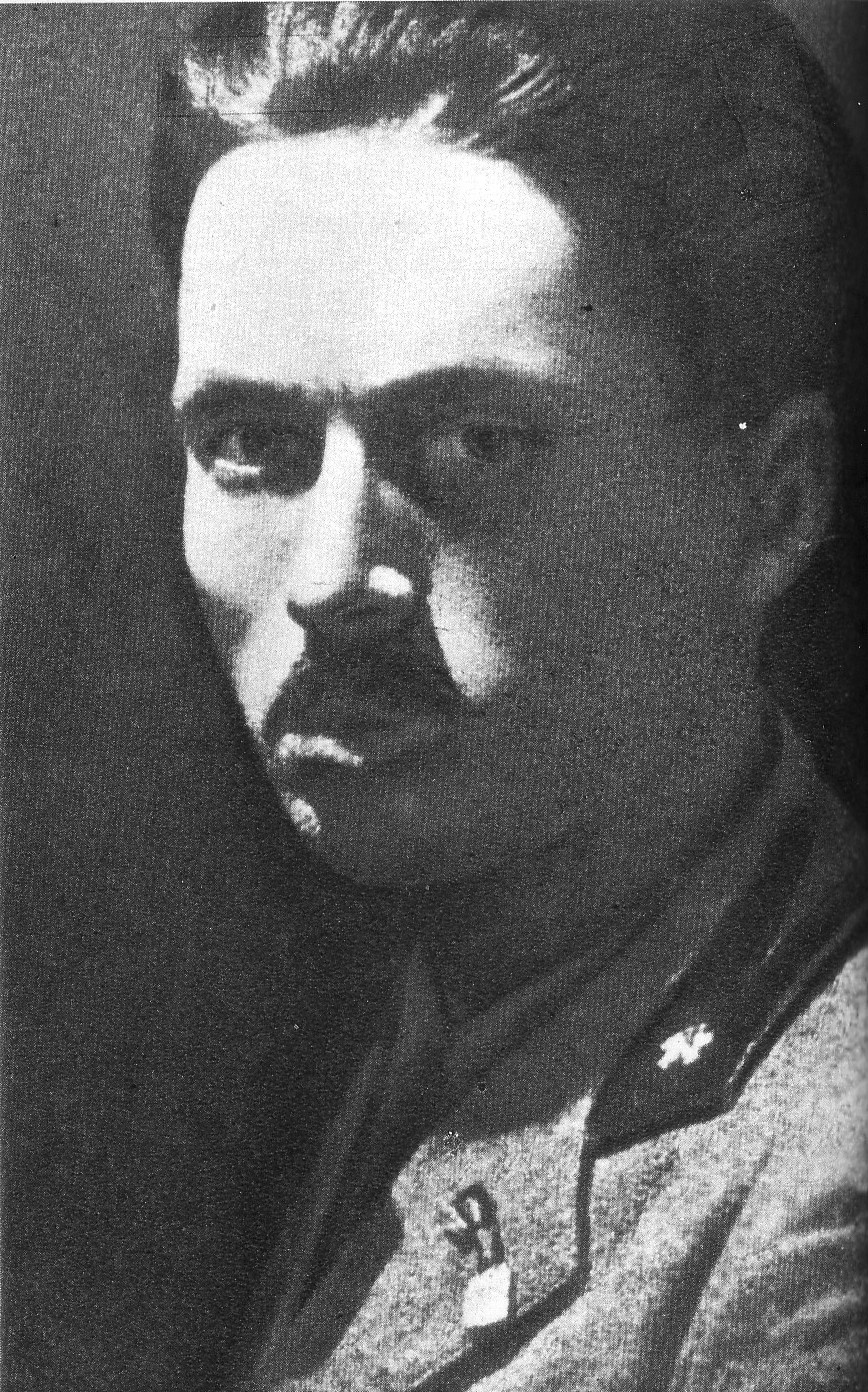
Ferruccio Vecchi, capitano degli Arditi, guidò l'assalto all'Avanti! il 15 aprile 1919

Nel frattempo un gruppetto di arditi e futuristi guidati dai sansepolcristi Ferruccio Vecchi e Filippo Tommaso Marinetti, nonostante l'annullamento della prevista manifestazione nazionalista, si radunarono alla spicciolata in piazza del Duomo e da qui raggiunsero piazza Cavour dove si erano radunati già circa duecento nazionalisti, quasi tutti reduci e studenti. Si formò quindi un corteo che da piazza Cavour cominciò a muoversi verso piazza del Duomo. Trovandosi a che fare con un corteo nazionalista e uno socialista, entrambi non autorizzati, che si muovevano per il centro della città, la polizia si adoperò per ostacolarli in modo che non giungessero a contatto. Il corteo nazionalista fu spezzato in due e solo una minima parte giunse in piazza del Duomo dove assistette al comizio di Alceste de Ambris e del liberale Candiani, mentre del corteo socialista, anch'esso rotto in due, solo la testa giunse vicinissimo al Duomo, in via Mercanti.

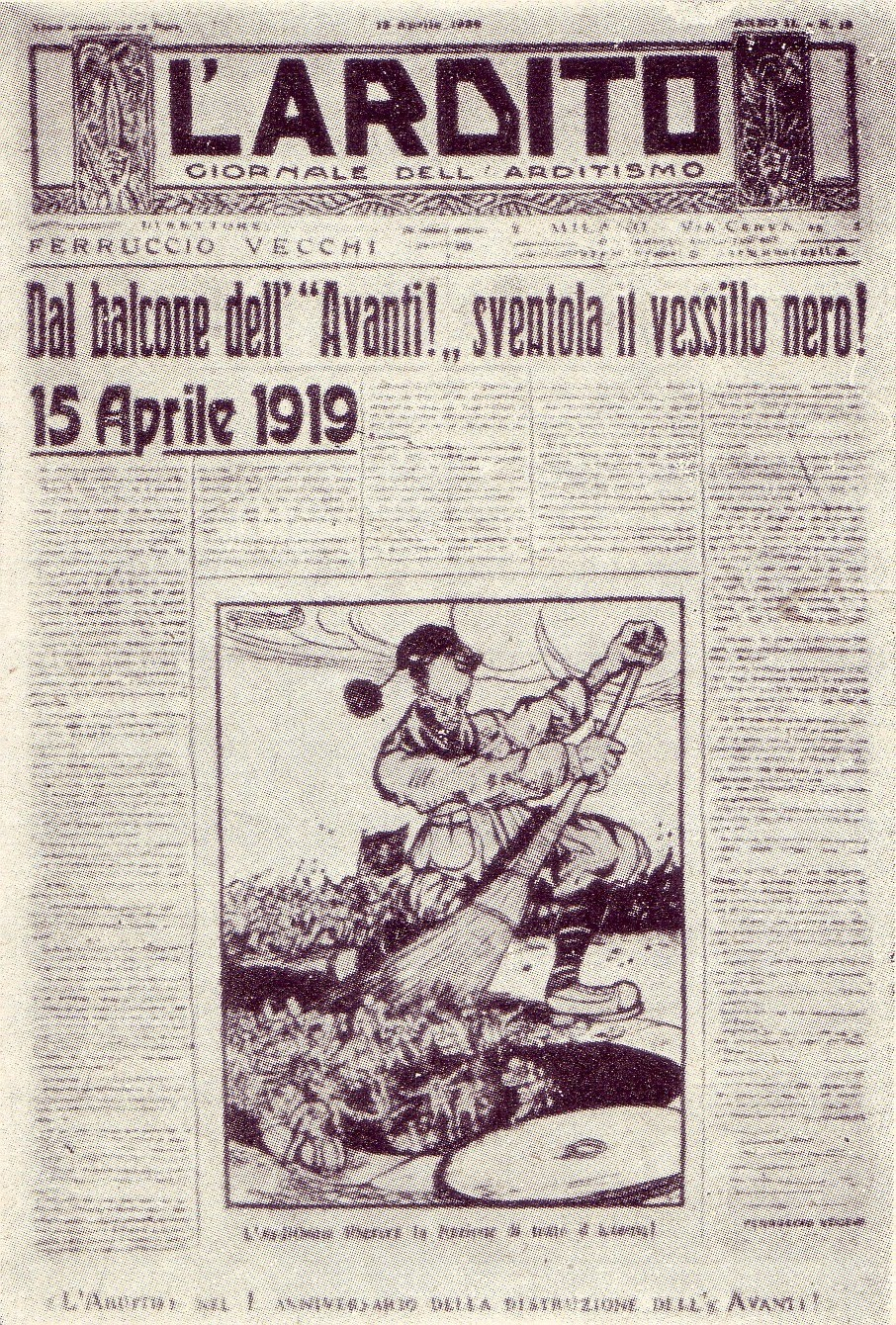
L'assalto all'Avanti! assunse una valenza fondante nell'immaginario antisocialista e nel 1º anniversario del fatto, sul settimanale L'Ardito, rivista dell'arditismo milanese, Ferruccio Vecchi pubblicò un lungo articolo in cui delineò i principi della guerriglia urbana.

Le forze dell'ordine predisposero nuovi cordoni, ma i due gruppi avversari li oltrepassarono venendo a contatto e dando il via a scontri facilmente vinti dai nazionalisti, il cui nerbo era costituito da allievi ufficiali dell'esercito provenienti dal Politecnico capeggiati dal tenente Mario Chiesa; i nazionalisti, che erano armati, dispersero gli avversari a colpi di pistola. Negli scontri vennero uccisi tre operai: la giovane socialista diciannovenne Teresa Galli, il diciottenne Pietro Bogni e e il sedicenne Giuseppe Luccioni, tutti raggiunti da colpi di arma da fuoco al capo, una trentina furono i feriti. Messi in questo modo in fuga gli avversari, i nazionalisti proseguirono la carica, travolgendo i manifestanti che si erano fermati in via Dante, inseguendoli fino al castello Sforzesco.
Ricomposto il corteo, i manifestanti, guidati da Chiesa, Marinetti e Vecchi si diressero verso la sede dell'Avanti! in via san Damiano, che era anch'essa circondata da un cordone di circa cento militari. Le forze dell'ordine resistettero alla pressione dei manifestanti, finché un colpo di pistola, quasi certamente esploso dalle finestre dell'Avanti! colpì a morte Martino Speroni, uno dei militari impegnati nel cordone di sicurezza. A quel punto i militari cedettero il passo agli arditi e in parte ne furono travolti. Gli squadristi, guidati dal capitano degli Arditi Ferruccio Vecchi, assaltarono l'edificio, i cui occupanti si diedero alla fuga dopo aver tentato una breve resistenza a colpi di rivoltella. Secondo Mimmo Franzinelli (che tuttavia non cita alcuna fonte di questa notizia) nell'assalto sarebbero stati uccisi "tre socialisti", Pietro Bogni, Giuseppe Lucioni e Ambrogio Franchina. Invece, secondo una relazione interna del PSI immediatamente successiva ai fatti, Bogni era un borghese ucciso negli scontri di via Dante e Lucioni un soldato ucciso in circostanze non chiare. Secondo lo squadrista e futurista Edmondo Daquanno, infatti, durante l'assalto all'Avanti! gli occupanti dell'edificio erano tutti fuggiti da un'uscita distante da via San Damiano, e gli arditi devastarono l'edificio vuoto.
La sede dell'Avanti! venne devastata, gli arditi distrussero i macchinari e incendiarono i locali. Dopo aver asportato l'insegna di legno del giornale e ritmando "L'Avanti! non è più", i manifestanti ritornarono in piazza del Duomo e la colonna si sciolse.
Alcuni cimeli frutto del saccheggio della redazione del quotidiano socialista furono lo stesso giorno portati in dono a Mussolini presso la sede de "Il Popolo d'Italia".
Alla città fu imposto lo stato d'assedio. La dirigenza socialista raccomandò di mantenere la calma e di evitare altri incidenti. Le forze dell'ordine sciolsero con la forza alcune manifestazioni spontanee di protesta, e arrestarono in piazzale Loreto settantacinque operai che non avevano rispettato il divieto di riunione. Lo sciopero proclamato dal Partito Socialista si concluse il 16 aprile.
L'Avanti! lanciò una sottoscrizione pubblica, che meno di tre settimane dopo permise al giornale di tornare a essere pubblicato con mezzi improvvisati (mentre la nuova sede del giornale fu poi inaugurata il 1º maggio 1920, con una grande manifestazione popolare).
Secondo il prefetto di Milano, elementi dell'estremismo socialista in quei giorni progettarono l'omicidio di Mussolini.
Intervistato pochi giorni dopo da Il Giornale d'Italia, Mussolini attribuì l'iniziativa dell'azione squadristica agli arditi e ai futuristi, ma se ne assunse comunque, a nome dei fascisti, la responsabilità morale:
(Benito Mussolini intervistato da Il Giornale d'Italia.)
Pochi giorni dopo, il ministro della Guerra, tenente generale Enrico Caviglia, ricevette a Milano Marinetti e Vecchi, elogiandoli e apprezzandone l'azione contro i "sovversivi".
L'ispettore generale di P.S. Giovanni Gasti condusse in seguito un'inchiesta sui conflitti del 15 aprile e sul comportamento delle forze dell'ordine; nella sua relazione, Gasti spiegò come gli uomini della pattuglia che aveva il compito di presidiare la redazione dell'Avanti! e di difenderla dall'attacco dei nazionalisti "non opposero una resistenza ad oltranza, né fecero uso della forza muscolare con la quale avrebbero avuto ragione di una folla costituita di elementi borghesi" in quanto fra gli attaccanti vi erano molti reduci e anche ufficiali in servizio, nei confronti dei quali i soldati e i carabinieri avvertivano un vincolo di "rispetto" e di "subordinazione"..
Dopo l'assalto del 15 aprile gli industriali di Milano raccolsero la somma (ingente per l'epoca) di diecimila lire che venne spartita tra i partecipanti e decisero di aumentare l'entità dei finanziamenti agli Arditi, da loro considerati come un valido corpo di tutela degli interessi del padronato.

## Le reazioni alla distruzione dell'Avanti!
Due giorni dopo l'assalto all'Avanti!, il 17 aprile 1919, l'edizione torinese del giornale titolava a tutta pagina "Il proletariato italiano insorge a difesa del suo vessillo che sventola sempre in alto".
L'articolo di fondo, sotto il titolo "Viva l'Avanti!", riferendo della devastazione squadrista della sede di Milano, affermava: 
(Avanti!, edizione torinese del 17 aprile 1919)
Il 23 aprile 1919 il giornale, stampato a Torino, esortò i lettori e i militanti a sottoscrivere per ricostruire la sede milanese: "Perché l'Avanti! risorga più grande, più forte, più rosso", dando atto del "Plebiscito di solidarietà" in corso.

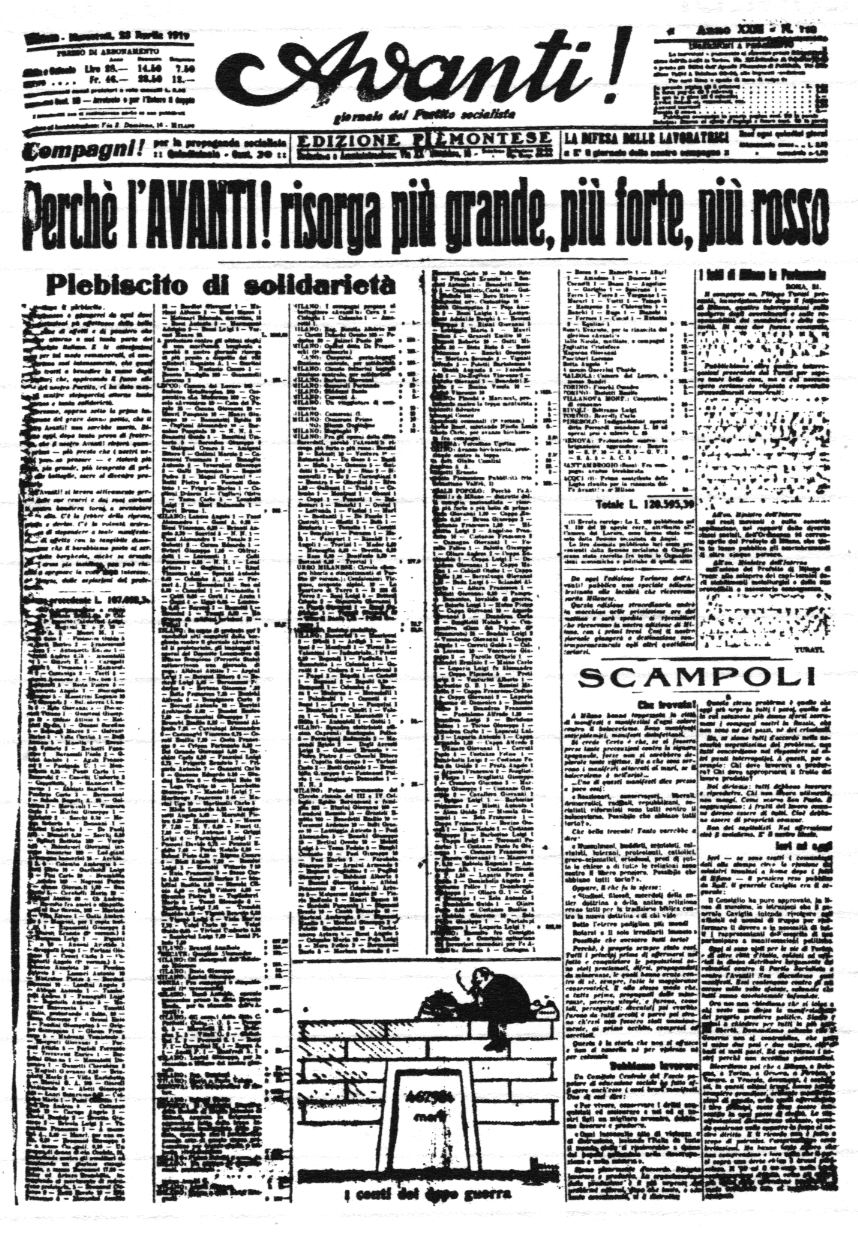
Avanti! del 23 aprile 1919, con il lancio della sottoscrizione popolare per la costruzione della nuova sede del giornale dopo le devastazioni squadriste.

Le ali dell’entusiasmo rendono i lavori di progettazione e realizzazione rapidi come, nonostante la tecnologia, sarebbe oggi quasi impensabile. 
Il 1º maggio 1920 viene posta la prima pietra ... La retorica, frutto del legittimo orgoglio, diventa in quel felice primo maggio inevitabile. "Oggi" - si legge nel fondo dal titolo "Un po' di sereno…" - "sarà posata la prima pietra della nuova casa dell'Avanti!: costruzione la cui storia rimarrà memorabile, come quella della prima basilica o dei primi palazzi municipali del trecento. È il nostro pensiero vittorioso che si afferma in una salda armonia di pietre. I proletari che sanno e ricordano come i mattoni del sorgente edificio siano usciti dalla fornace del 15 aprile, da un fuoco che doveva distruggere il nostro essere e che invece ne provò la tenacia, come il crogiolo dimostra la bontà del metallo, considerano giustamente questo primo maggio come il più augurale e forse il più lieto della storia nostra. Oggi si canterà e si berrà."
Ed è quello che accade.
Un immenso corteo sommerso dalle bandiere rosse si forma in piazza Cinque Giornate e si ingrossa a ogni incrocio mentre arriva all’angolo tra via Settala e via San Gregorio, che i compagni scoprono in mezzo agli applausi essere stata ribattezzata con una nuova targa stradale "Via Avanti!".
Quando il giornale, con la manifestazione del 1911 guidata da Turati, fu spostato a Milano, si sentiva nell'aria la speranza di conquistare un sindaco socialista nella capitale italiana del lavoro.
Oggi, il sindaco, Caldara, c'è e pone solennemente la prima pietra. 
Gli ex direttori dell'Avanti! sono tutti presenti. Manca Bissolati, che è ammalato in ospedale a Roma e che, ministro e uomo di governo, ormai milita in un altro partito. Oddino Morgari lo ricorda con parole commosse. Il popolo socialista sa essere giusto e generoso: le accoglie con un grande applauso. Bissolati, quando lo saprà, nel letto di ospedale dove morirà dopo pochi giorni, piangerà di gioia.
Serrati cita il primo titolo dell'Avanti!, dettato proprio da Bissolati: "Di qui si passa". "Un ministro del re" - ricorda - "disse ai primi socialisti italiani: di qui non si passa. Sorse un modesto foglio, l'Avanti!, che rispose: di qui si passa. Ed il partito socialista è passato e passerà alla testa delle folle contro tutti i tradimenti, contro tutte le viltà."
Intorno alla prima pietra, in via Settala, si comincia a lavorare a tappe forzate per la nuova sede di Milano, ma neppure tre mesi dopo è la volta dell'edizione romana. Nella capitale, la forza della destra è maggiore. Se a Milano può organizzare azioni militari micidiali, ma limitate, a Roma può tentare ormai il controllo della piazza. È ciò che accade il 22 luglio 1920, quando i nazionalisti, per protestare contro uno sciopero dei tranvieri, organizzano una grande manifestazione che riempie le vie del centro. Da via Nazionale, il corteo raggiunge piazza Venezia e qui cominciano i primi scontri con gli operai che arrivano dalla vicina casa del popolo ... Si scatena la caccia al tranviere e, naturalmente, al socialista.
La sede della direzione del partito, in via del Seminario, è assediata. Poi scatta, pianificata, l’azione principale: l’assalto all'Avanti! La complicità delle forze dell’ordine è così evidente che persino il Questore dichiarerà: "gli agenti hanno tenuto un contegno per lo meno equivoco". 
Un poliziotto fa da "palo" all'angolo di via della Pilotta, dove la sede dell'Avanti! è apparentemente protetta da uno squadrone di cavalleria. Vede avanzare una massa e crede per errore che si tratti degli operai giunti dalla casa del popolo in difesa del loro giornale. Fa segno perciò ai carabinieri a cavallo di caricare per disperderli. Ma quando si accorgono che è la squadra dei fascisti, i militari si fermano, retrocedono, li lasciano passare. Alla testa degli assalitori, c'è un capitano degli arditi in divisa.
"Le porte della tipografia" - si legge nella cronaca dell'Avanti! - "furono presto sfondate per mezzo di grossi macigni. E mentre un gruppo entrava per la porta, un ufficiale degli arditi, valoroso!, col pugnale in mano entrava per la finestra e muoveva incontro ad alcune donne, le sole che erano in tipografia, addette alla spedizione. Le disgraziate, alla vista di quell'energumeno, fuggirono per i tetti e si rifugiarono discinte in preda al terrore in uno dei locali vicini delle Poste. Nella tipografia tutto fu messo a soqquadro. Le macchine in piano furono guastate seriamente. Anche due linotype furono rese quasi inutili. I caratteri delle cassette sono tutti perduti".
Mentre avviene la devastazione, l'ufficiale che comanda i carabinieri a cavallo resta immobile: "non ho ordini". Un operaio corre allora al comando di Divisione. Riesce trafelato a parlare con il comandante del picchetto. "Non ci posso fare niente" - ripete - "non abbiamo ordini".»
(UGO INTINI "Avanti! Un giornale, un'epoca")
Un nuovo attacco avvenne nella notte tra il 23 e il 24 marzo 1921: la nuova sede milanese di Via Lodovico da Settala 22, ancora in costruzione, fu bersagliata dalle bombe di una squadra fascista, con il pretesto di un'immediata rappresaglia alla strage dell'Hotel Diana, avvenuta poche ore prima per mano di elementi anarchici.
In questa occasione, mosso da un generoso impulso solidaristico, Pietro Nenni, all'epoca ancora esponente repubblicano, intervenne a difesa del quotidiano socialista. Il direttore dell'epoca, Giacinto Menotti Serrati, dopo pochi giorni, gli chiese di andare a Parigi come corrispondente dell'Avanti!, in prova per sei mesi, a 1800 franchi mensili "comprese per ora le piccole spese di tram, posta, ecc.".